# Orazio Satta Puliga

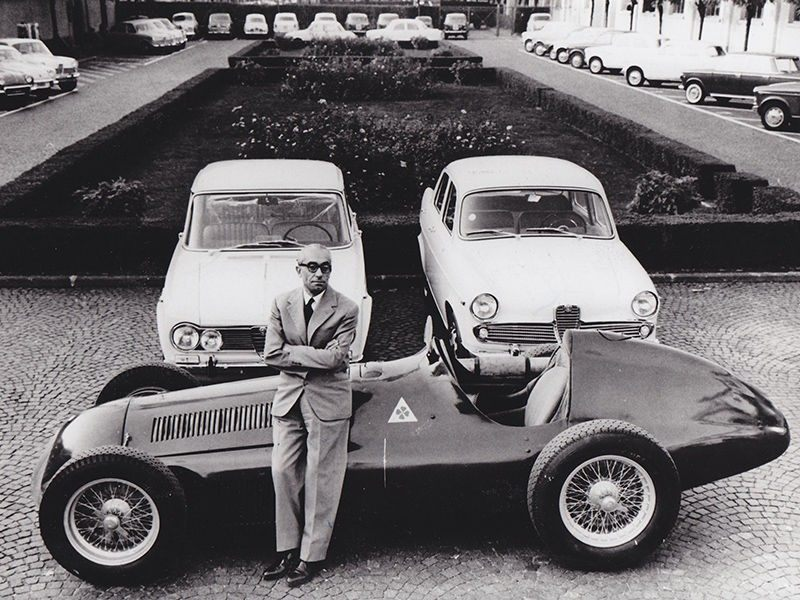
Orazio Satta Puliga (1963)

Orazio Satta Puliga (* 6. Oktober 1910 in Turin; † 22. März 1974 in Mailand) war ein italienischer Ingenieur. Er war nach dem Zweiten Weltkrieg über einen Zeitraum von 27 Jahren Leiter der technischen Entwicklung bei Alfa Romeo und Prägte die Marke in dieser Zeit entscheidend.
Puliga studierte Maschinenbau und Luftfahrttechnik am Polytechnikum in Turin. Nach dem Militärdienst begann er 1938 seine Berufslaufbahn in der Entwicklungsabteilung von Alfa Romeo. 1946 wurde er Nachfolger seines damaligen Vorgesetzten Wifredo Ricart als Leiter der Entwicklungsabteilung. 1951 wurde Puliga zum Direktor und 1969 zum Vize-Direktor ernannt. 1973 trat er in den Ruhestand, er starb ein Jahr später im Alter von 64 Jahren an einem Hirntumor.
Die Liste der Automodelle, die in seiner Zeit entwickelt wurden, ist lang und überwiegend erfolgreich. Sie hat die Marke Alfa Romeo bis in die 1970er Jahre geprägt: 6C, 158 und 159, 1900, 2000, 2600, Giulietta, Giulia, GTA, 1750, Montreal, Alfetta und die jeweils daraus abgeleiteten Typen. Puliga war ab 1959 maßgeblich an der Planung des neuen Werkes in Arese beteiligt und führte dort moderne Produktionsmethoden ein. Er war Wegbereiter bei Alfa Romeo beim Wandel vom Kleinserien-Luxussportwagenhersteller zum Massenhersteller. Für Puliga war Alfa Romeo nicht nur ein technisches Produkt, sondern auch etwas Emotionales, er selbst nannte die Begeisterung für Alfa Romeo sogar eine Krankheit.